# Điền Phất
Điền Phất (chữ Hán: 田巿, ? – 206 TCN) là một vị vua chư hầu cuối thời nhà Tần, đầu thời Hán Sở trong lịch sử Trung Quốc.

## Thân thế
Điền Phất là người đất Địch, con của Tề vương Điền Đam và là người cùng họ với Tề vương Kiến thời Chiến Quốc. Nguyên tên ông là Phất (巿, ký âm: ㄈㄨˊ, đọc: fú), nhiều tài liệu chép nhầm thành Thị (市).

## Nối nghiệp
Tháng Bảy âm lịch năm 209 TCN, Trần Thắng khởi nghĩa ở đất Sở chống lại sự cai trị của nhà Tần. Trần Thắng xưng hiệu là Trương Sở vương. Các chư hầu nổi dậy hưởng ứng. Cha Điền Phất là Điền Đam cùng những người trong họ nổi dậy, giết chết huyện lệnh đất Địch của nhà Tần rồi tự lập làm Tề vương.
Năm 208 TCN, tướng nhà Tần là Chương Hàm mang quân đánh Ngụy. Ngụy vương Cữu cầu cứu nước Tề. Tề vương Điền Đam đích thân mang quân sang cứu Nguỵ nhưng bị tử trận. Các chú Điền Phất là Điền Vinh và Điền Hoành thu gom tàn quân ở Nguỵ về Tề, nhưng tới Đông A mới biết người nước Tề đã lập em của Tề Vương Điền Kiến thời Chiến Quốc là Điền Giả làm Tề vương. Bị Chương Hàm vây đánh, Điền Vinh phải cầu cứu nước Sở. Tướng Hạng Lương nước Sở dẫn đại quân lên phía bắc để cứu Đông A. Chương Hàm thua chạy.
Điền Vinh từ chối hợp lực với Hạng Lương đánh Tần mà đem quân về đuổi Điền Giả để giành lại quyền cai quản nước Tề. Điền Vinh lập Điền Phất làm Tề Vương.

## Bị hoán ngôi
Điền Phất làm Tề vương, Điền Vinh làm tướng quốc, phụ chính nước Tề, nắm quyền điều hành nước Tề trong tay. Do nước Sở không giết Điền Giả đi lưu vong nên Điền Vinh không ra quân cùng đánh Tần với Sở.
Hạng Lương đánh Tần tử trận, cháu Hạng Lương là Hạng Vũ tiếp tục đánh Tần, tiêu diệt nhà Tần, tự xưng làm Sở Bá Vương. Năm 206 TCN, Hạng Vũ phân phong cho các chư hầu, trong đó địa vị ở nước Tề bị xáo trộn, nước Tề bị chia làm 3:
- Tề vương Điền Phất bị dời đi làm Giao Đông vương, đóng đô ở Tức Mặc
- Điền Đô vì có công cùng Hạng Vũ đánh Tần nên được phong làm Tề vương
- Điền An có công lấy lại được mấy thành ở Tế Bắc rồi đầu hàng Hạng Vũ, cho nên được lập làm Tế Bắc vương.
- Điền Vinh đã mấy lần không nghe theo Hạng vương lại không chịu đem binh theo Sở đánh Tần cho nên không được phong đất.

Điền Vinh nghe tin Hạng Vũ đã đổi Tề vương Điền Phất đi Giao Đông, và lập tướng nước Tề là Điền Đô làm Tề vương, liền nổi giận, không cho ông đi Giao Đông, rồi giữ lấy nước Tề chống Sở và đón đánh Điền Đô. Điền Đô thua trận bỏ chạy sang nước Sở.
Điền Phất vừa bị chú khống chế, vừa bị Hạng Vương ép. Các cận thần của Giao Đông Vương Điền Phất nói với ông rằng:
Hạng vương lớn mạnh và hung tàn, Đại vương nên trở về đất phong của mình, nếu không sẽ có nguy biến.
Điền Phất sợ Hạng Vương nên bỏ trốn về nước mình là Giao Đông. Điền Vinh nổi giận vì ông làm theo lệnh Hạng Vũ, bèn mang quân đuổi theo. Đến Tức Mặc thì Điền Vinh đuổi kịp ông. Ông bị Điền Vinh giết chết để tự làm Tề vương.
Điền Phất làm Tề vương được 2 năm. Năm sau (205 TCN), Hạng vương mang quân đánh Tề. Điền Vinh thua chạy và bị giết.